# Ансамбур
Ансамбур (на люксембургски: Aansebuerg) e село в Люксембург, окръг Люксембург, кантон Мерш, община Тюнтанж.
Населението му е 40 души през 2001 година.